# Mance Post
Hermance Berendina (Mance) Post (Amsterdam, 11 januari 1925 – Amsterdam, 2 december 2013) was een Nederlands illustrator. Samen met Fiep Westendorp, Jenny Dalenoord en Alfons van Heusden was Post een van de eerste tekenaars die zich specialiseerden in kinderboeken. Ze zou uitgroeien tot een gezichtsbepalende illustrator van de naoorlogse kinderliteratuur. Ze heeft o.a. met haar illustraties een gezicht gegeven aan Madelief, de kinderboekenheld van Guus Kuijer. Als illustrator bleef Post zich haar leven lang vernieuwen. Op gevorderde leeftijd gaf ze vorm aan de - inmiddels klassieke – beelden van de dieren in de filosofische dierenverhalen van Toon Tellegen. In 2007 ontving Mance Post de Max Velthuijs-prijs, een driejaarlijkse oeuvreprijs voor Nederlandse illustratoren van kinderboeken. Ze was de eerste illustrator die deze prijs ontving.

## Biografie

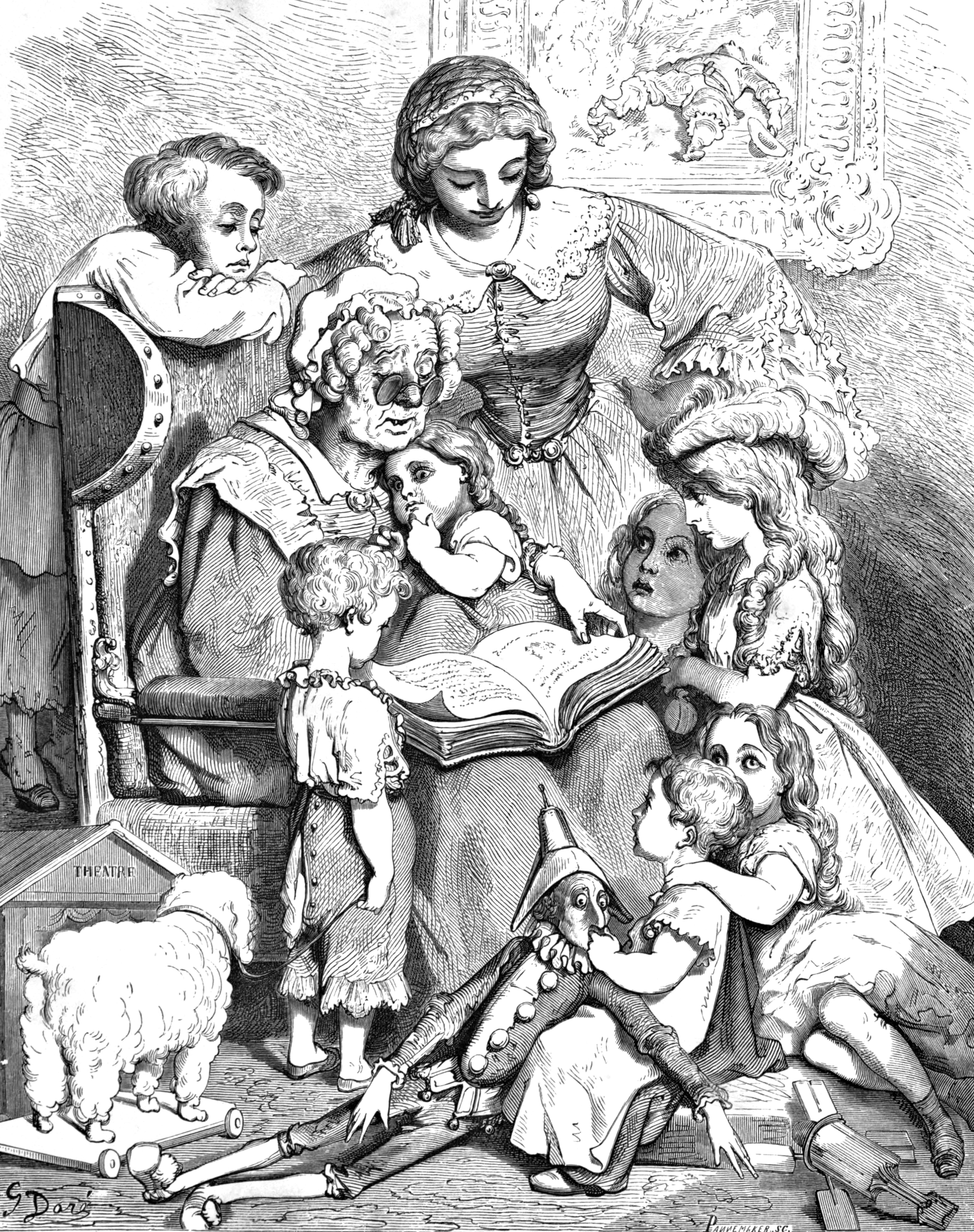
Sprookjes van Moeder de Gans, een illustratie van Gustave Doré

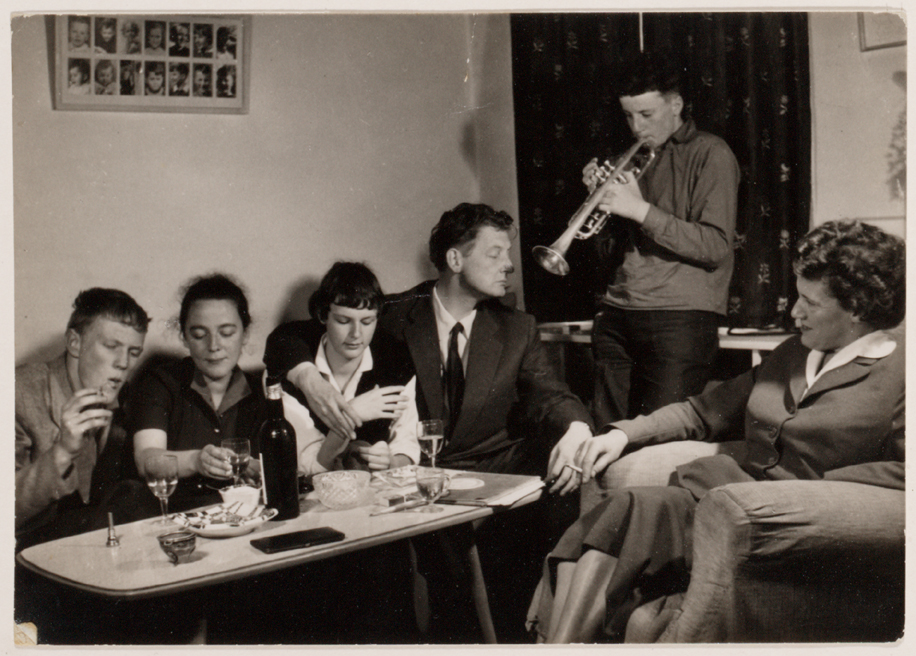
Mance Post (2e van links) en het gezin van Simon Carmiggelt

Mance Post groeide op in de Amsterdamse Staatsliedenbuurt. Haar vader had daar een klein schildersbedrijf. Hij hield van tekenen en speelde viool en orgel. Van haar moeder leerde ze rijmpjes en versjes. Er waren ook boeken in huize Post zoals Ot en Sien, met tekeningen van Cornelis Jetses en De sprookjes van moeder de Gans met prenten van Gustave Doré. Mance had een zwakke gezondheid (ze had chronische bronchitis) en tekende veel. Later, in 1979, zou ze de herinneringen aan haar kindertijd in de Staatsliedenbuurt en aan haar, inmiddels overleden, vader verwerken in het autobiografisch beeldverhaal Ik woonde in een leunstoel. Guus Kuijer verwoordde haar verhaal.
Op het Amsterdamse Montessori Lyceum kreeg ze aanvankelijk tekenles van de kunstschilder Nico Baak. Hij werd opgevolgd door de illustrator Piet Klaasse die volgens Post het beste uit zijn leerlingen wist te halen. Ook na haar schoolperiode bleef Klaasse haar begeleiden. Deze lessen vormden de enige tekenopleiding die Mance Post heeft genoten. Toen tijdens de Tweede wereldoorlog Klaasse moest onderduiken, nam Post zijn tekenlessen op het lyceum van hem over. In 1955 verliet ze het onderwijs, noodgedwongen door haar slechte gezondheid.
In datzelfde jaar introduceerde Simon Carmiggelt Mance Post bij de Arbeiderspers, waar ze, op 30-jarige leeftijd, haar eerste illustratieopdracht kreeg. Het zou het begin zijn van een levenslange carrière als illustrator. Tot op hoge leeftijd bleef Post actief. In 2013 overleed ze op 88-jarige leeftijd. Ze werd begraven op Zorgvlied. Haar artistieke nalatenschap heeft ze geschonken aan het Letterkundig museum.

## Werk

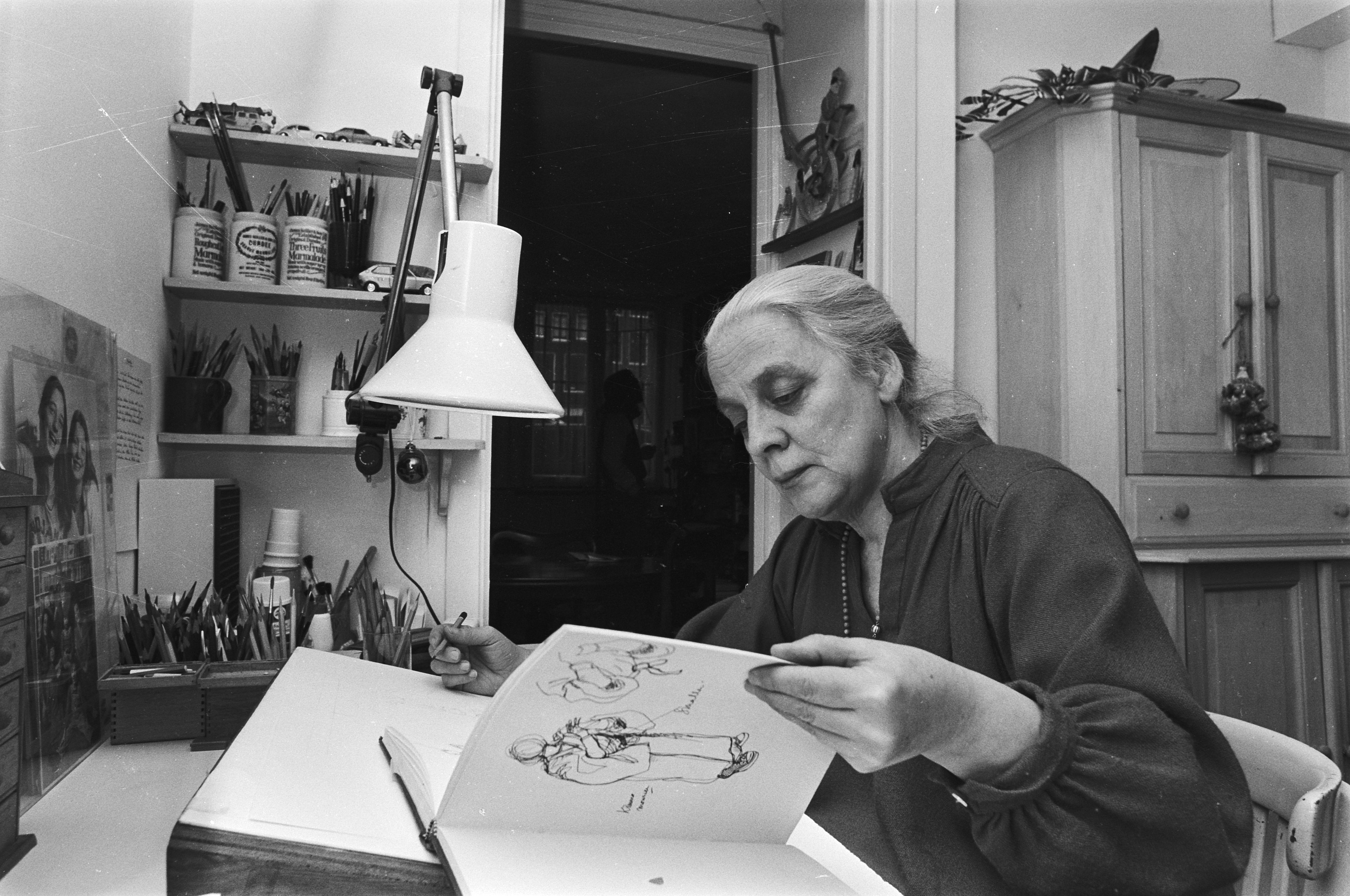
Mance Post (1980)

Mance Post huldigde het standpunt dat zij als illustrator de woorden van de tekst moest vertalen in beelden. Ze is daarbij trouw aan de tekst met respect voor de auteur, maar ontwikkelt tijdens dit proces wel een eigen visie op de tekst. Tijdens haar leven als illustrator heeft Post verschillende stijlen ontwikkeld, maar de basis van elke illustratie - ongeacht de gebruikte techniek - was altijd het tekenen, veel tekenen en observeren.
Haar eerste illustraties maakte Post voor Het boek van Thijs en Claartje (1946) van J.A. Schreuder. Ze zijn uitgevoerd in verschillende stijlen, van sterk grafisch tot zeer gedetailleerd. Zelf beschouwde Mance Post dit boek niet als haar echte debuut. Dat was Het schoentje van Roosmarijn, een bundel kinderpoëzie van Han G. Hoekstra. Het verscheen in 1955, het jaar dat ze koos voor een carrière als illustrator. Het was een boek met knip-illustraties. In zwart-wit, zoals gebruikelijk in een tijd waarin maar beperkte middelen beschikbaar waren voor de productie van boeken. Het schoentje van Roosmarijn kwam op de lijst van Vijftig Best Verzorgde Boeken van het Jaar. In de jaren vijftig en zestig bleef Mance Post in deze stijl illustreren, onder andere voor het literaire kindertijdschrift Kris-Kras. Voor het kinderboekenweekgeschenk van 1966 maakte ze tekeningen voor het kleinste sprookjesboek, ter grootte van een luciferdoosje.

### Samenwerking met Guus Kuijer
Haar grote doorbraak kwam in de jaren 70 met haar illustraties voor de Madelief-boeken van Guus Kuijer. Het zijn realistische, schetsmatige potloodtekeningen van levensechte, eigentijdse kinderen die de verhalen van Kuijer onderstrepen en verduidelijken. Aanvankelijk werkte ze in zwart-wit, later ook met kleurpotloden en aquarel. Madelief werd getekend naar een meisje uit haar omgeving, de kleindochter van Simon Carmiggelt. Kinderen die ze kende waren vaak een inspiratiebron voor Post. Ze legde al haar observaties vast in dikke schetsboeken. Het eerste Madeliefboek, Met de poppen gooien, verscheen in 1975 en leverde Guus Kuijer het jaar daarop een Gouden Griffel op. Het boek werd een groot succes. Er volgden nog vier Madeliefboeken. Ook voor het vierde deel Krassen in het tafelblad won Kuijer in 1979 een Gouden Griffel.
In deze periode (1972-1980) verscheen ook de didactische Waaidorp-serie van Annie M.G. Schmidt met kleurpotloodtekeningen. Post kreeg deze opdracht vanwege de herkenbaarheid van haar tekeningen en haar methode van werken. Ze vertelt, met haar illustraties, samen met de auteur het verhaal, maar voegt er ook details aan toe die niet worden beschreven.

### Samenwerking met Toon Tellegen
Het werk van Mance Post veranderde radicaal – ze was inmiddels 65 jaar – toen ze gevraagd werd om een aantal linosneden te maken bij de filosofische dierenverhalen van Toon Tellegen. Het werden illustraties met heldere krachtige lijnen, veel gedurfder en abstracter dan haar eerdere werk. Zelf zei ze daarover:
‘Het linoleum heeft me geleerd me te beperken tot de essentiële lijnen. Het heeft me lef gegeven’.
Het zou het begin worden van een productieve samenwerking. Post werd dierentekenaar. Uit het experimenteren met de linosneden ontwikkelde Post een grafische techniek die je met een moderne term als ‘mixed media’ zou kunnen omschrijven. Ze ging werken met gekleurd Japans papier en zwart-wit illustraties, al dan niet uitgeknipt. Ook deze ‘Tellegen-dieren’ zijn een combinatie van uitvoerige observatie en verbeeldingskracht. In de verhalen van Tellegen zijn alle dieren even groot, of het nu een olifant is of een egel. Post slaagde er wonderwel in om voor dit probleem geloofwaardige oplossingen te vinden. Uiteindelijk kreeg ze voor deze dierenillustraties in 2006 haar eerste officiële onderscheiding. Ze was toen 81 jaar.
Zes jaar later - inmiddels heeft Mance Post ernstige visuele problemen - verschijnt haar laatste boek Een lied voor de maan. Deze keer schreef Toon Tellegen op haar verzoek de woorden bij de illustraties.
Behalve voor Kuijer en Tellegen illustreerde Post gedurende haar lange carrière ook werk van auteurs als Bertus Aafjes, Hans Hagen, An Rutgers van der Loeff, K. Schippers en Rita Verschuur.

## Erkenning
Voor Mance Post kwam de eerste officiële erkenning in Nederland pas op zeer late leeftijd. Eerder hadden de Madelief-illustraties haar al wel een hele schare fans opgeleverd. Ze werd zelfs ‘de moeder van Madelief’ genoemd.
Ook in Duitsland hadden de Madelief-boeken succes. Erzähl mir von Oma, de Duitse vertaling van Krassen in het tafelblad, mét de originele tekeningen van Post, werd in 1982 bekroond met Duitse Jeugdliteratuurprijs. Deze prijs werd zowel toegekend aan de schrijver als de illustrator.
Het Letterkundig Museum wijdde in 1997 een overzichtstentoonstelling aan haar werk onder de titel Mance Post. Illustraties. Het was voor de eerste keer in de geschiedenis van dit museum dat een illustrator onderwerp van een expositie was.

Pas later kwamen in Nederland de prijzen. De kroon op haar werk was de Max Velthuijs-prijs in 2007. De jury waardeerde Mance Post, omdat ze niet alleen een door de schrijver opgeroepen wereld weet uit te beelden, maar tegelijkertijd daarbij ook abstracte begrippen vorm geeft. Ze is een illustrator, die
‘een krekel met een mier op schoot kan laten zien, mooi gekarakteriseerd zoals krekels mieren op schoot houden, en zó dat je tegelijkertijd ook nog aan ze kunt zien dat ze van elkaar houden en zelfs hoeveel’

#### Overzicht prijzen
- 1982 - Duitse Jeugdliteratuurprijs, samen met Guus Kuijer voor Erzähl mir von Oma
- 2000 - BoekieBoekie-prijs, een tijdschrift voor kinderen over kunst en literatuur. Voor haar gehele oeuvre, maar in het bijzonder voor haar illustraties bij het werk van Toon Tellegen
- 2006 - De Zilveren Penseel voor Middenin de nacht, een verhalenbundel van Toon Tellegen.
- 2007 - De Max Velthuijs-prijs een oeuvreprijs voor illustratoren van kinderboeken.